# Скот Фоули
Скот Келърман Фоули (на английски: Scott Kellerman Foley) е американски актьор.
Роден е на 15 юли 1972 г. Познат е с ролите си на Ноел Крейн и Боб Браун съответно в сериалите „Фелисити“ и „Звеното“.

## Частична филмография
Кинофилми
- 2000: „Писък 3“

ТВ филми
- 1997: „Стъпка по стъпка“
- 1998: „Кръгът на Доусън“
- 1998-2002: „Фелисити“
- 2002-2009: „Смешно отделение“
- 2005: „Д-р Хаус“
- 2006-2009: „Звеното“
- 2009: „Последният тамплиер“
- 2009: „Закон и ред: Специални разследвания“
- 2009-2010: „Агнешко“
- 2010-2012: „Анатомията на Грей“
- 2011-2012: „Истинска кръв“
- 2013: „Семейство Гудуин“
- от 2013 г.: „Скандал“

## Личен живот
На 19 октомври 2000 г. Фоули се жени за актрисата Дженифър Гарнър, с която се запознава по време на снимките на „Фелисити“. Двамата се разделят през март 2003 г., а тя подава документи за развод през май същата година.
През 2006 г. Фоули се сгодява за актрисата Марика Доминчик. Двамата се женят през юни 2007 г. на частна церемония на Хаваите.. Имат 2 дъщери и син.